# Henry Mayne
Nils Henry Mayne, född 18 juli 1891 i Köpenhamn i Danmark, död 5 juni 1975 i Lund, var en dansk-svensk målare och tecknare.
Henry Mayne målade bland annat landskap i akvarell från Österlen och Bornholm.
Han finns representerad på Malmö museum, Simrishamn och Tomelilla. Han var far till Birgit Rausing.